# Florian Vischer
Florian Vischer-Pyka (* 11. Mai 1919 in Basel; † 1. November 2000 in Riehen) war ein Schweizer Architekt. Vischers Stil wird in der Tradition der klassischen Moderne in der Architektur gesehen.

## Leben
Vischer studierte von 1939 bis 1943 an der ETH Zürich Architektur und hospitierte anschliessend in verschiedenen skandinavischen Architekturbüros, unter anderem in den Büros von Ivar Tengbom in Stockholm und Alvar Aalto in Finnland. Nach Ende des Zweiten Weltkrieges plante er in England zusammen mit Berthold Lubetkin eine Stadt und verbrachte ein Jahr an der Cornell University in den USA.
Nach seiner Rückkehr gründete er 1951 in Basel zusammen mit Georges Weber ein Architekturbüro. 1956 entwarf er mit der Alterssiedlung Luzernerring die erste Alterssiedlung in Basel. Es folgten weitere Bauten für kirchliche Zwecke und den Wohnungsbau, Bauwerke für die Universität Basel und das Kantonsspital. Bei der Expo 64 gestaltete er den Bereich «Les échanges» (Waren und Werte) in Zusammenarbeit mit dem Basler Bauingenieur Heinz Hossdorf. Vischer zeichnet sich auch für die Gestaltung der markanten Dreibeinkonstruktion des Fernsehturms St. Chrischona in Bettingen verantwortlich.

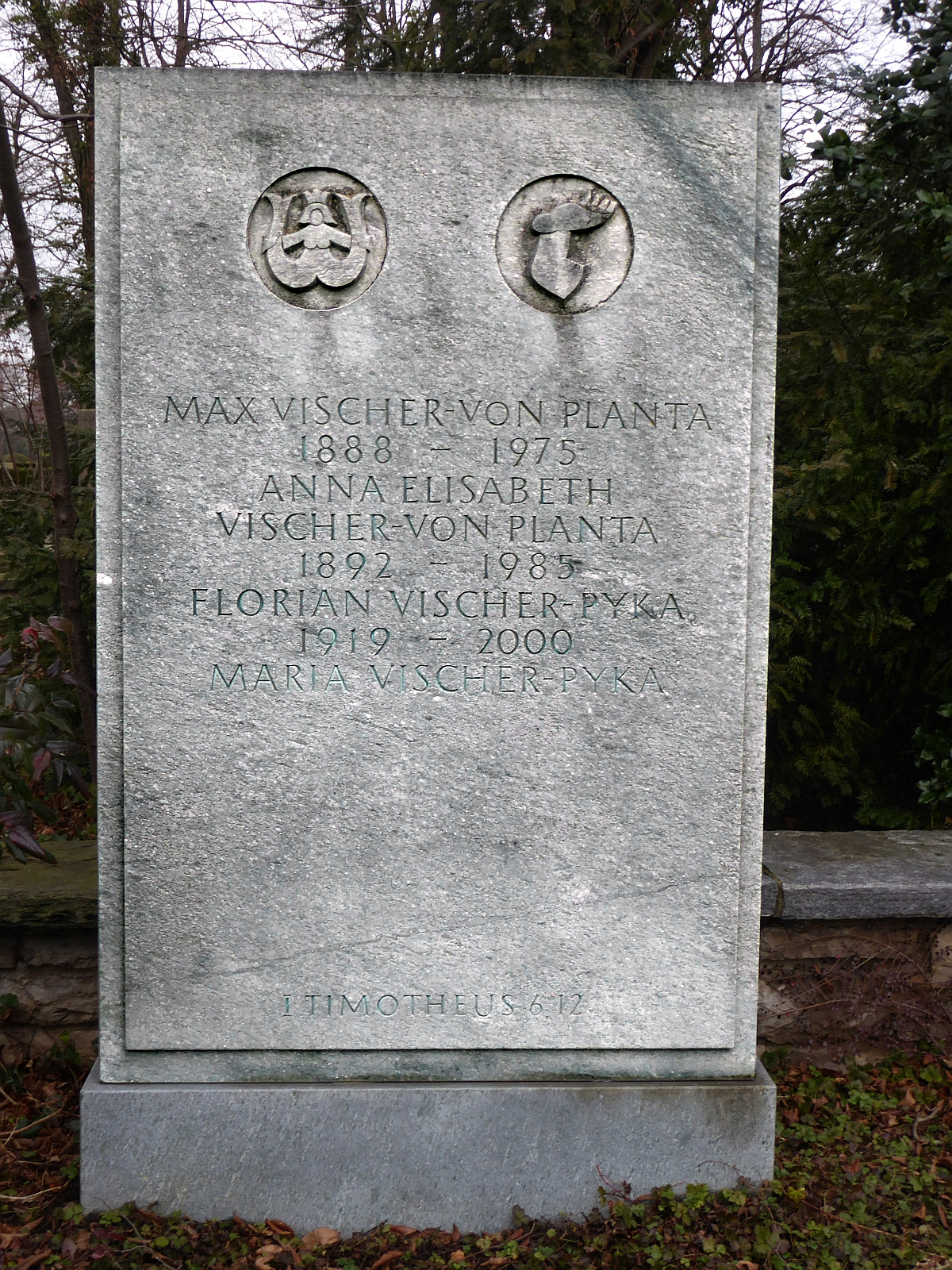
Familiengrab auf dem Friedhof am Hörnli, Riehen, Basel-Stadt

Zum Jahresende 1989 zogen sich Vischer und sein Partner aus dem gemeinsam betriebenen Architekturbüro zurück. Vischer war Mitglied des Schweizerischen Ingenieur- und Architektenvereins.
Florian Vischer war mit Maria Vischer-Pyka verheiratet. Er starb am 1. November 2000.

## Schriften (Auswahl)
- Georges Weber; Florian Vischer (Hrsg.): Florian Vischer + Georges Weber, Architekten BSA/SIA. Basel 2005.
- Residential units : a method for the development of our residential areas. Ithaca, NY, 1949
- Schwedischer Wohnungsbau: Ergebnis eines Studienaufenthaltes und praktischer Tätigkeit in Schweden während der Jahre 1944–1946, 1947.